# Carlos José de Oliveira
Carlos José de Oliveira (ur. 17 października 1967 w Botucatu) – brazylijski duchowny katolicki, biskup Apucarany od 2019.

## Życiorys
4 października 1992 otrzymał święcenia kapłańskie i został inkardynowany do diecezji Mogi das Cruzes. Od 1996 był prezbiterem archidiecezji Botucatu. Pracował przede wszystkim jako kustosz sanktuarium Matki Bożej Bolesnej w Lençois Paulista oraz jako proboszcz miejscowej parafii. Był jednocześnie m.in. diecezjalnym duszpasterzem rodzin, koordynatorem duszpasterstwa w archidiecezji oraz jej wikariuszem generalnym.
12 grudnia 2018 papież Franciszek mianował go biskupem diecezji Apucarana. Sakry udzielił mu 19 marca 2019 nuncjusz apostolski w Brazylii - arcybiskup Giovanni d’Aniello.